# Terrateig
Terrateig és un municipi del País Valencià a la Vall d'Albaida, al sud-est de la comarca, al límit amb les comarques de la Safor i el Comtat.

## Geografia
El relleu presenta una suau ondulació que baixa des del costat meridional, on s'arriba a quasi 600 m d'altitud a la lloma de Sant Jaume (579 msnm), fins al mateix llit del riu Vernissa. Les terres de conreu ocupen la part més septentrional del terme.
El clima és el propi dels països mediterranis, amb mitjanes que van dels 9º de gener i els 24º de juliol i agost.
Des de València, s'arriba a la localitat a través de l'A-7 per a enllaçar amb la CV-40 per a finalitzar en la CV-60.
El terme municipal de Terrateig limita amb les següents localitats:
Almiserà, Llocnou de Sant Jeroni, Vilallonga, a la comarca de la Safor; Benicolet i Montitxelvo a la Vall d'Albaida i l'Orxa a la comarca del Comtat.

## Història
Només es tenen notícies de l'ocupació antiga del terme a partir de la segona Edat del Ferro, si fa no fa des del segle iv aC, gràcies a l'existència de restes de l'època ibèrica en el Tossal, una elevació existent a l'esquerra de l'entrada al Coll de Llautó, estret que comunica la Vall d'Albaida amb l'horta de Gandia.
A principis del segle passat, l'arqueòleg Isidro Ballester Tormo va localitzar les ruïnes d'un possible poblat del qual va arreplegar nombrosos fragments de ceràmica, entre ells un got bitroncocònic, fet a torn, amb vestigis de línies horitzontals pintades. En eixe mateix lloc, possiblement per continuïtat de la seua ocupació, apareixen també restes romanes.

## Alcaldia
Des de 2019 l'alcaldessa de Terrateig és Sílvia Ferrer Rocher, d'Units Som Terrateig (UST).
| Període                       | Alcalde o alcaldessa       | Partit polític | Data de possessió | Observacions |
| ----------------------------- | -------------------------- | -------------- | ----------------- | ------------ |
| 1979–1983                     | Jesús Margarita Ferrer     | AI             | 19/04/1979        | --           |
| 1983–1987                     | Jesús Margarita Ferrer     | AP-PDP-UL-UV   | 28/05/1983        | --           |
| 1987–1991                     | Jesús Margarita Ferrer     | AP             | 30/06/1987        | --           |
| 1991–1995                     | Jesús Margarita Ferrer     | PP             | 15/06/1991        | --           |
| 1995–1999                     | Consuelo Fenollar Bataller | PP             | 17/06/1995        | --           |
| 1999–2003                     | Consuelo Fenollar Bataller | PP             | 03/07/1999        | --           |
| 2003–2007                     | Consuelo Fenollar Bataller | PP             | 14/06/2003        | --           |
| 2007–2011                     | Celia Juan Escrivà         | GIT            | 16/06/2007        | --           |
| 2011–2015                     | Celia Juan Escrivà         | PP             | 11/06/2011        | --           |
| 2015–2019                     | Celia Juan Escrivà         | PP             | 13/06/2015        | --           |
| 2019-2023                     | Silvia Ferrer Rocher       | UST            | 15/06/2019        | --           |
| Des de 2023                   | n/d                        | n/d            | 17/06/2023        | --           |
| Fonts: Generalitat Valenciana |                            |                |                   |              |

## Demografia
| 1990 | 1992 | 1994 | 1996 | 1998 | 2000 | 2002 | 2004 | 2005 | 2007 |
| ---- | ---- | ---- | ---- | ---- | ---- | ---- | ---- | ---- | ---- |
| 229  | 191  | 202  | 195  | 206  | 200  | 232  | 393  | 348  | 343  |

## Economia
La seua riquesa econòmica rau en l'agricultura, que ocupa quasi la totalitat de la superfície del terme. La resta es troba poblat per pins i mates. Dins del secà destaquen el cultiu de la vinya, ametller i olivera. En regadiu es cullen hortalisses, taronges, pomes i altres fruites.
L'absència de qualsevol activitat industrial és causa de l'estancament demogràfic en què es troba la població.

## Monuments
- Ermita de Sant Vicent Ferrer

## Festes locals
- Festes Patronals: se celebren el dilluns següent a Pasqua en honor de Sant Vicent Ferrer